# Fratele Urs
Fratele Urs sau Inimă de Urs (engleză Brother Bear) este un desen animat american din 2003, produs de Walt Disney Feature Animation și lansat de Walt Disney Pictures, al 44-lea desen animat produs de Walt Disney Animated Classics. Filmul a avut premiera românească pe 27 februarie 2004, în varianta subtitrată, fiind distribuit de Glob Com Media, filmul fiind disponibil din 23 iunie 2009 și pe DVD, distribuit de Prooptiki România .

## Acțiune
Disney prezintă cu mândrie, "FRATELE URS", o aventură de animație plină de umor și suflet. Oferind publicului cinci noi cântece minunate ale lui Phil ColLins, muzician premiat cu Oscar, această experiență de divertisment va fi pe placul întregii familii.
În cadrul acestei spectaculoase inițieri spre maturizare, bazată pe mituri vechi, de pe vremea când mamuții mai hoinăreau prin ceea ce astăzi numim Nord Vestul Americii, un băiat impulsiv și curajos, pe nume Kenai trebuie să își demonstreze valoarea, după ce este transformat în urs pe muntele unde lumina atinge pământul. Adevărata sa provocare va fi să vadă lumea cu alți ochi, timp în care învață adevărate lecții despre viață, curaj, și bunătate, făcând eforturi disperate pentru a putea reveni la forma sa de om. Pentru că nu poate să mai comunice cu Denahi, care și-a păstrat înfățișarea umană, Kenai se va împrieteni cu un ursuleț hazliu și extrem de carismatic pe nume Koda, iar cei doi pornesc într-o aventură mai fascinantă decât v-ați fi putut închipui vreodată, lăsând în urmă pași din trecut, pentru a face loc viitorului, care este înțeles cu totul diferit de Kenai. 
În final, după o luptă pe viață și pe moarte dintre Kenai, încă captiv în ursul care l-a ucis, și Denahi, Sitka ajunge la timp, în chip de vultur și îi arată lui Denahi că cel pe care voia să îl omoare este chiar fratele său, transformându-l în om. Denahi, uimit, îl îmbrățișează pe fratele său, oferindu-i totemul dragostei. Nemaiînțelegând limbajul animalelor, Kenai nu poate comunica cu Koda, însă meditând, descoperă că viața sa este printre urși, și îi cere lui Sitka să îl prefacă din nou în urs. Astfel Kenai a înțeles că iubirea este foarte importantă, și a împărtășit-o semenilor lui, dar mai ales a înțeles că ceea ce alege soarta pentru fiecare dintre noi este un dat pe care trebuie să îl acceptăm și să îl apreciem, asta înseamnă să ai o "INIMĂ DE URS".